# Rick Lovato
Richard Peter „Rick“ Lovato (* 9. September 1992 in Neptune Township, New Jersey) ist ein US-amerikanischer Footballspieler auf der Position des Long Snappers. Er spielt derzeit für die Philadelphia Eagles in der National Football League (NFL).

## Frühe Jahre
Lovato ging in Middletown Township, New Jersey auf die Highschool. Später ging er auf die Old Dominion University.

## NFL

### Chicago Bears
Nachdem er im NFL-Draft 2015 nicht berücksichtigt worden war, unterschrieb er am 3. Mai 2015 einen Vertrag bei den Chicago Bears. Am 30. August 2015 wurde er entlassen.

### Green Bay Packers
Am 22. Dezember 2015 unterschrieb er einen Vertrag bei den Green Bay Packers, nachdem deren eigentlicher Long Snapper Brett Goode eine saisonbeendende Knieverletzung erlitt. Am 27. Dezember 2015 bestritt er sein erstes NFL-Saisonspiel. Am 3. September 2016 wurde er entlassen.

### Washington Redskins
Am 19. November unterschrieb er einen Vertrag bei den Washington Redskins, nachdem sich deren Long Snapper Nick Sundberg verletzte. Bereits am 29. November 2016 wurde er wieder entlassen.

### Philadelphia Eagles
Am 12. Dezember 2016 unterschrieb Lovato einen Vertrag bei den Philadelphia Eagles. Der eigentliche Long Snapper Jon Dorenbos erlitt zuvor einen Bruch des Handgelenkes. Zur Saison 2017 tradeten die Eagles Dorenbos zu den New Orleans Saints und ernannten Lovato zum Long Snapper im Team. Er erreichte mit den Philadelphia Eagles den Super Bowl LII, welcher mit 41:31 gegen die New England Patriots gewonnen wurde.